# Marc Sarreau
Marc Sarreau (Vierzon, 10 giugno 1993) è un ex ciclista su strada francese, professionista dal 2015 al 2024, nel 2019 ha vinto la classifica generale della Coppa di Francia.

## Palmarès

### Strada
- 2013 (dilettanti)

Circuit des quatre cantons
2ª tappa Classic Jean-Patrick Dubuisson
Classifica generale Classic Jean-Patrick Dubuisson
Souvenir Jean-Graczyk
- 2014 (dilettanti)

1ª tappa Boucles du Haut-Var (Salernes > Tourtour)
1ª tappa Tour du Canton de Saint-Ciers (Courpignac > Saint-Aubin-de-Blaye)
Classifica generale Tour du Canton de Saint-Ciers
2ª tappa Tour Nivernais Morvan (Giry > Varennes-Vauzelles)
Parigi-Chauny
2ª tappa Tour de Seine-Maritime (Épouville > Le Havre)
- 2015 (FDJ, una vittoria)

3ª tappa Tour du Poitou-Charentes (Monts-sur-Guesnes > Loudun)
- 2017 (FDJ, una vittoria)

3ª tappa Tour du Poitou-Charentes (Roumazières-Loubert > Poitiers)
- 2018 (Groupama-FDJ, cinque vittorie)

1ª tappa Étoile de Bessèges (Bellegarde > Beaucaire)
3ª tappa Étoile de Bessèges (Bessèges > Bessèges)
La Roue Tourangelle
2ª tappa Circuit de la Sarthe (Riaillé > Ancenis)
1ª tappa Quatre Jours de Dunkerque (Dunkerque > La Bassée)
- 2019 (Groupama-FDJ, cinque vittorie)

3ª tappa Étoile de Bessèges (Bessèges > Bessèges)
Cholet-Pays de la Loire
Route Adélie de Vitré
Tour de Vendée
Parigi-Bourges
- 2022 (AG2R Citroën Team, quattro vittorie)

Cholet-Pays de la Loire
1ª tappa Tour du Poitou-Charentes (Chauray > Périgny)
2ª tappa Tour du Poitou-Charentes (Périgny > Vars)
3ª tappa Tour du Poitou-Charentes (Nieuil-l'Espoir > Vivonne)
- 2023 (AG2R Citroën Team, una vittoria)

4ª tappa Tour du Poitou-Charentes (Moncoutant > Poitiers)

#### Altri successi
- 2016 (FDJ)

1ª tappa La Méditerranéenne (Banyoles, cronosquadre)
- 2018 (Groupama-FDJ)

Classifica punti Étoile de Bessèges
Classifica punti Circuit de la Sarthe
- 2019 (Groupama-FDJ)

Classifica a punti Tour de Pologne
Classifica generale Coppa di Francia
- 2022 (AG2R Citroën Team)

Classifica a punti Tour du Poitou-Charentes

### Pista
- 2021

Campionati francesi, Scratch

## Piazzamenti

### Grandi Giri
- Giro d'Italia

2016: ritirato (13ª tappa)
- Vuelta a España

2018: 131º
2019: 139º

### Classiche monumento
- Giro delle Fiandre

2015: ritirato
2016: ritirato
2017: ritirato
- Parigi-Roubaix

2015: ritirato
2016: 112º
2017: 84º
2018: 26º
2019: 35º
2024: 46º

### Competizioni mondiali
- Campionati del mondo

Doha 2016 - In linea Elite: ritirato

### Competizioni europee
- Campionati europei

Nyon 2014 - In linea Under-23: 91°
- Giochi europei

Minsk 2019 - In linea: 16º